# Chi You
Chi You – postać z mitologii chińskiej, rywal Żółtego Cesarza.
Był potomkiem Płomiennego Cesarza i jednym z pomniejszych bóstw podległych Żółtemu Cesarzowi. Miał mieć 72 (według innej wersji 81) braci. Przedstawiany był najczęściej w postaci ludzkiej, z byczymi kopytami, czterema oczami i sześcioma rękami.
Zgodnie z legendarnymi przekazami podczas podziału kraju miał zostać wraz z braćmi osadzony przez Żółtego Cesarza nad rzeką Zhoulu (涿鹿). Dążąc do uniezależnienia się wystąpił przeciwko swojemu suwerenowi i napadł na niego. W walce z Żółtym Cesarzem poniósł klęskę i został zabity przez smoka Yinglonga. 
Po śmierci Chi You miał zostać pochowany w zachodniej części prowincji Shandong, a następnie deifikowany jako bóg wojny. Jego kult w okresie archaicznym potwierdzają najstarsze chińskie teksty. Przypisywano mu wynalezienie wytopu metali i produkcji broni. Ofiary Chi You składali dowódcy wyruszający na wyprawy wojenne lub z nich powracający, m.in. Qin Shi Huang po zjednoczeniu Chin w 219 p.n.e. czy Liu Bang w 209 p.n.e. Liu Bang w 201 p.n.e. w Chang’anie ustanowił także oficjalny kult Chi You jako boga wojny. Część tekstów z okresu dynastii Han przedstawia go także jako boga deszczu. Ostatnim świadectwem kultu bóstwa jest ofiara złożona w 72 roku n.e. przez generała Ma Yana. 